# Jarvis Hayes
Jarvis James Hayes (ur. 9 sierpnia 1981 w Atlancie, Georgia) – amerykański koszykarz. Ma 203 cm wzrostu i waży 100 kg. Najczęściej gra na pozycji niskiego skrzydłowego. Przed NBA, Hayes grał na uniwersytetach University of Georgia w drużynie Georgia Bulldogs i Western Carolina University w zespole Western Carolina Catamounts. A dołączył do niej w 2003 NBA Draft, w którym został wybrany w pierwszej rundzie, z numerem 10. W trakcie swojej gry w NBA, ustanowił średnią, wynoszącą 8 punktów na mecz.